# Karoliina Rantamäki
Karoliina Rantamäki (née le 23 février 1978 à Vantaa) est une joueuse finlandaise de hockey sur glace.

## Carrière internationale
Avec l'équipe de Finlande de hockey sur glace féminin, elle remporte la médaille de bronze aux championnats du monde 2011 et 2015 et obtient la médaille de bronze  aux Jeux olympiques d'hiver de 1998 à Nagano et aux Jeux olympiques d'hiver de 2010 à Vancouver.